# 댄 디미코
대니얼 랠프 "댄" 디미코(영어: Daniel Ralph "Dan" DiMicco, 1950년 ~ )는 미국의 기업인으로, 뉴코어 철강회사의 전 CEO 겸 회장이었다. 2016년 미국 대통령 선거 당시 도널드 트럼프 후보의 무역-통상 고문으로 활동했다.